# ArcoLinux
ArcoLinux war für 8 Jahre eine auf Arch Linux basierende Linux-Distribution, die vom Belgier Erik Dubois erstellt wurde. Sie sollte den Nutzer an die Eigenheiten von Arch Linux im Sinne eines Lernprozesses heranführen.

## Entwicklung
ArcoLinux ging aus der Distribution ArchLabs hervor, deren Ansätze aufgenommen und weiterentwickelt wurden.

## Besonderheiten
Die Standardedition bietet Xfce-, Openbox- oder i3 als Desktop. Alternativ besitzt ArcoLinuxD nur ein Basissystem ohne grafische Benutzeroberfläche. ArcoLinuxB hingegen ermöglicht, ein individuelles ISO-Image auf Basis von ArcoLinux zu erstellen. Ziel ist es dabei, den Benutzer anzulernen. Zur Vereinfachung der Installation wird der Calamares-Installer auf den Live-Systemen angeboten. Standardapplikationen wie Browser oder Bildbearbeitung werden vorinstalliert. Nach dem Installieren und Kennenlernen des Systems über vorgefertigte Abbilder sieht das Lernkonzept vor, das System manuell zu ergänzen, eigene ISO-Abbilder zu erzeugen und als letzte Schritte Arch Linux direkt zu installieren und dort eigene Abbilder zu erstellen. Als Lernmaterial werden zahlreiche Anleitungen und Videos bereitgestellt.